# Centroclisis ustulata
Centroclisis ustulata är en insektsart som först beskrevs av Navás 1908.  Centroclisis ustulata ingår i släktet Centroclisis och familjen myrlejonsländor. Inga underarter finns listade i Catalogue of Life.